# Хюсеин Тефиков
Хюсеин Тефиков (на турски: Tevfik Bey) е помак, османски жандармерийски офицер, майор.

## Биография
Хюсеин Тефиков е роден в Родопите, тогава в Османската империя. Завършва Военното училище в София, където негов съвипускник е Гоце Делчев. След като завършва обучението си Тефиков преминава на служба в Османската армия и е назначен за началник на жандармерията в Драмско. На 4 май 1903 година неговата част влиза в сражение с четата на Гоце Делчев в Баница, при което ръководителят на ВМОРО е убит. След окончателното разпознаване на трупа на Делчев, Тефиков не позволява останките му да бъдат осквернени от турските войници. Според местна легенда, преди това той неколкократно сигнализира четата за приближаването на потерята със стрелба, но това предупреждение не е разбрано.
На 12 април 1906 година отрядът, ръководен от Хюсеин Тефиков, разбива четата на Христо Манов при село Горенци.